# Om Records
Om Records é uma gravadora americana, fundada por Chris Smith, em 1995, cuja base é localizada em San Francisco. A gravadora especializa-se em gêneros como eletronic music, hip hop, house e música dance.